# Mii-dera
 (novembre 2019).
Si vous disposez d'ouvrages ou d'articles de référence ou si vous connaissez des sites web de qualité traitant du thème abordé ici, merci de compléter l'article en donnant les références utiles à sa vérifiabilité et en les liant à la section « Notes et références ».
Le Mii-dera (三井寺), anciennement appelé Onjō-ji (園城寺), est un temple bouddhiste situé au pied du mont Hiei, à Ōtsu, dans la préfecture de Shiga. Il n'est qu'à une faible distance de Kyoto et du lac Biwa, le plus grand lac du Japon. Temple principal de la secte Tendai Jimon, et en quelque sorte un temple-sœur de l'Enryaku-ji, au sommet de la montagne. C'est l'un des quatre plus grands temples du Japon. En tout s'y trouvent quarante bâtiments.

## Histoire

### Fondation
En 672, l'Onjō-ji est fondé, à la suite d'une dispute au sujet de la succession sur le trône du chrysanthème. L'empereur Tenji était mort, et son fils avait été tué par le frère de Tenji, qui avait accédé au trône sous le nom d'« empereur Tenmu ». Temmu fonda l'Onjō-ji pour honorer la mémoire de son frère.
Environ deux siècles après, le temple est renommé Mii-dera, (littéralement : « temple des trois puits »), par Enchin, l'un des premiers abbés de la secte Tendai. Le nom vient des sources du temple qui étaient utilisées pour le bain rituel des nouveau-nés, et en l'honneur des empereurs Tenji et Tenmu et de l'impératrice Jitō, qui contribua à la fondation du temple. Aujourd'hui, le kondō, ou hall principal, héberge une source d'eau sacrée. Sous la houlette d'Enchin, de 859 à sa mort en 891, le Mii-dera gagna de la puissance et de l'importance, devenant finalement, aux côtés du Tōdai-ji, du Kōfuku-ji et de l'Enryaku-ji, l'un des quatre temples chargés de la direction spirituelle et de la protection de la capitale.

### La secte Tendai
C'est également à cette époque que se fait la séparation entre l'Enryaku-ji et le Mii-dera, se développant en deux branches de la secte Tendai, appelées Jimon et Sanmon. Il s'agissait en fait plus d'une rivalité géographique que d'un schisme idéologique, mais c'était néanmoins une séparation importante, et elle ne devint que plus sévère après la mort d'Enchin. La rivalité devint violente dans la seconde moitié du Xe siècle, au sujet d'une série de nominations officielles d'autres temples, et de litiges similaires. Les abbés (zazu) de l'Enryaku-ji de 970 forment la première armée régulière à être recrutée par un corps religieux. On peut estimer que le Mii-dera en met une sur pied peu après. En 989, un ancien abbé du Mii-dera, du nom de Yokei, est nommé abbé de l'Enryaku-ji, mais aucun des moines de l'Enryaku-ji n'accepte de servir sous ses ordres. Il se désiste donc rapidement, mais en 993, les moines du Mii-dera prennent leur revanche, détruisant un temple où avait vécu Ennin, le fondateur de la secte Sanmon de l'Enryaku-ji. Les moines de l'Enryaku-ji répliquent en détruisant 40 places associées à Enchin. Pour finir, plus d'un millier de moines de la secte Jimon d'Enchin se réfugient de manière permanente au Mii-dera, cimentant la séparation entre les deux sectes.
Au cours des Xe, XIe et XIIe siècles, de semblables incidents continuent au sujet de la nomination de zazu, impliquant de nombreux moines-guerriers, appelés sōhei pendant l'ère d'Edo. Au cours du seul XIe siècle, le Mii-dera fut réduit quatre fois en cendres par les moines guerriers de l'Enryaku-ji. Il y eut cependant des moments où les deux temples s'unirent contre un ennemi commun, incluant une attaque contre le Kōfuku-ji de Nara en 1081 vengeant l'incendie du Mii-dera par des moines du Kōfuku-ji la même année, et une nouvelle attaque en 1117.

### La guerre de Gempei
À la fin du XIIe siècle, l'attention des moines du mont Hiei est alors accaparée par un conflit plus important : la guerre de Gempei. Les clans Minamoto et Taira soutenaient deux héritiers différents au trône, et en juin 1180, les Minamoto emmènent le leur, le prince Mochihito, au Mii-dera, fuyant les samouraïs Taira. Le Mii-dera demande le soutien de l'Enryaku-ji, mais celui-ci refuse (Taira no Kiyomori leur avait fait d'importants dons de riz et de soie pour qu'ils restent neutres). Les moines du Mii-dera rejoignent alors les troupes Minamoto et s'enfuient au Byōdō-in, une villa appartenant au clan Fujiwara et reconvertie en monastère par les moines du Mii-dera. Ils seront alors battus par les Taira lors de la première bataille d'Uji.
Cependant, furieux de l'alliance Mii-dera/Minamoto, Taira no Kiyomori ordonne la destruction du Mii-dera, ainsi que de nombreux temples de Nara (voir l'article Siège de Nara). Les moines du Mii-dera combattent une autre fois durant la guerre de Gempei, combattant en 1180 aux côtés de sympathisants Taira contre Minamoto no Yoshinaka qui avait envahi Kyoto, mis le feu au Hōjū-ji-den et kidnappé l'empereur Go-Shirakawa (Voir l'article Siège du Hōjūjiden).
Après la guerre, il y a eu pour les moines une longue période de paix relative, tous les temples de Kyoto et de Nara, Enryaku-ji excepté, étant occupés à leur reconstruction. Alors que les temples regagnaient de l'influence, les rivalités ont réapparu, bien qu'il n'y ait plus eu, ou très peu, de violence entre l'Enryaku-ji et le Mii-dera.
En 1367, quand un novice du Mii-dera fut tué à une barrière de péage établie par le temple Nanzen-ji, les moines-guerriers du Mii-dera furent expédiés attaquer celui-ci, et quand les forces du shogun furent envoyées mettre un terme à la rébellion, elles découvrirent que les moines du Mii-dera étaient appuyés par des sōhei de l'Enryaku-ji et du Kōfuku-ji. Un an après, une autre bataille survient à propos de commentaires formulés par l'abbé du Nanzen-ji, et les moines du Mii-dera et leurs alliés battent une nouvelle fois les forces shogunales.

### Période Sengoku et après
À la fin du XVIe siècle, le Mii-dera, comme de nombreux autres temples proches, cherchait des alliances, aussi bien pour la défense que pour la puissance militaire. Les territoires des clans Asai et Asakura étaient proches du mont Hiei, mais ces familles, de même que d'autres auxquels les temples s'étaient alliés, étaient rivales de Nobunaga Oda. Ces deux familles souffrirent de lourdes défaites des mains de Nobunaga et de son général en chef Hideyoshi Toyotomi, et, en 1571, elles cherchèrent une alliance plus forte avec les temples. La même année, Nobunaga entreprend de tout détruire sur le mont Hiei, de la ville de Sakamoto à son pied jusqu'à l'Enryaku-ji au sommet. La majeure partie du Mii-dera est alors détruite, les moines-guerriers échouant à lutter contre Nobunaga et sa grande armée de samouraïs surentraînés.
Après ces attaques, les moines du mont Hiei sont finalement autorisés à reconstruire leurs temples une fois de plus. Le Mii-dera n'a plus jamais été attaqué après ces événements.

## Bâtiments et trésors
Au sein du kondō et du hondō (la salle principale et la salle du Bouddha, il y a au moins six statues de Bouddha, possessions sacrées de divers empereurs, y compris Tenji, qui sont cachées et montrées en de très rares et spéciales occasions, de même qu'une grande statue du Bouddha Miroku (ou Maitreya) au centre de la salle. Le kondō fut construit en 1599, en remplacement de l'original construit en 672 et détruit par Hideyoshi Toyotomi. Le Mii-dera a aussi un kannon-dō, construit en 1072, une salle consacrée à Kannon, la Bodhisattva de la compassion. Le Mii-dera est le 14e temple dans un pèlerinage de trente-trois temples dédiés à Kannon, dans la région du Kansai.

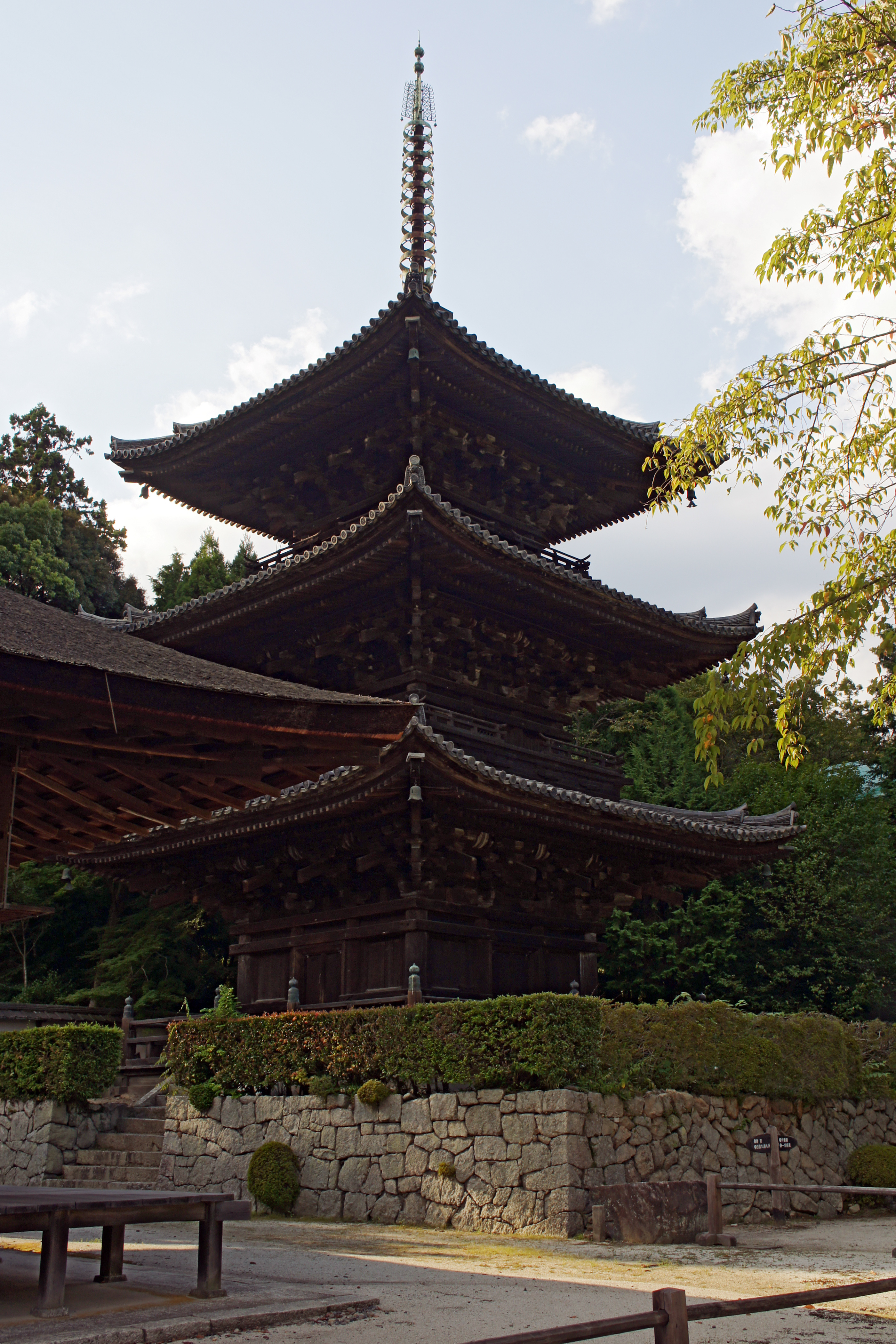
Pagode à cinq étages.
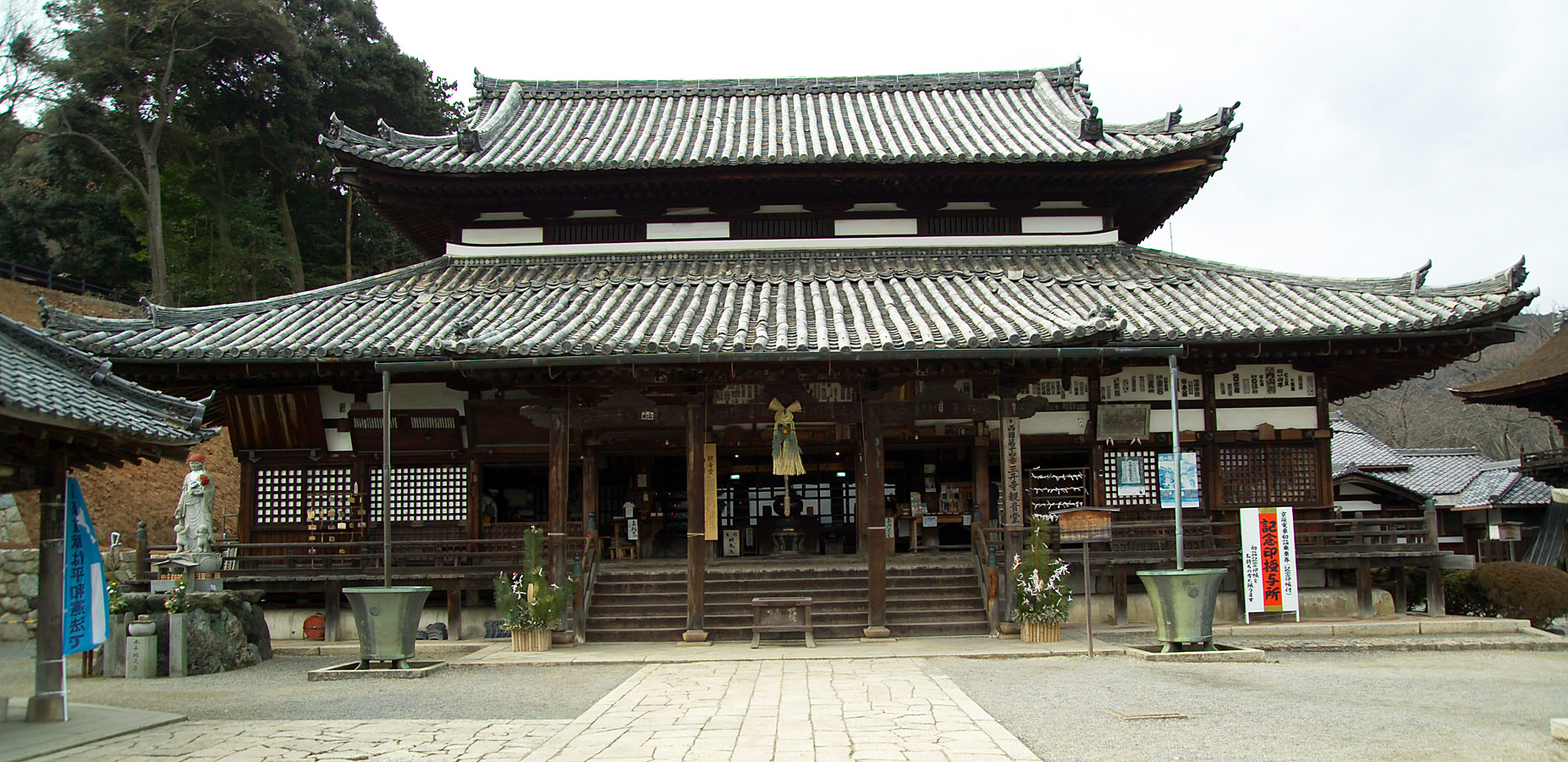
Le kannon-dō du Mii-dera, lieu de culte de la déesse Kannon.
- Bonshō du kannon-dō.
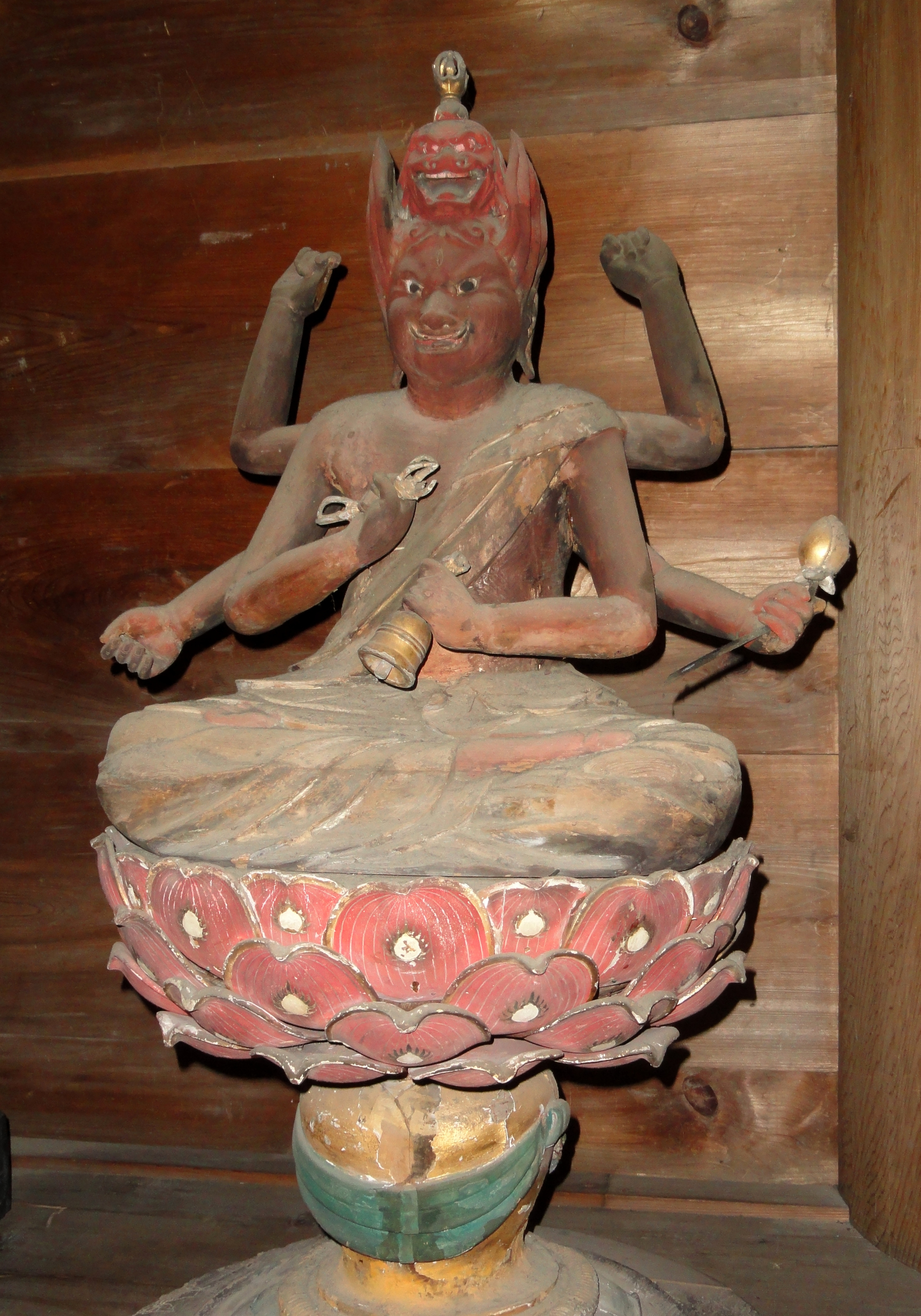
Statue en bois de la divinité bouddhique Rāgarāja.